# Heterotheca
Heterotheca là một chi thực vật có hoa trong họ Cúc (Asteraceae).

## Loài
Chi Heterotheca gồm các loài: